# Petrochelidon
A Petrochelidon a madarak osztályának (Aves) a verébalakúak (Passeriformes) rendjébe és a fecskefélék (Hirundinidae) családjába tartozó nem.

## Rendszerezésük
A nemet Linnaeus svéd természettudós 1758-ban, az alábbi 11 faj tartozik ide:
- csíkostorkú sziklafecske (Petrochelidon fluvicola)
- szőke fecske (Petrochelidon ariel)
- feketés ágfecske (Petrochelidon nigricans)
- vöröstorkú sziklafecske (Petrochelidon rufigula)
- Preuss-sziklafecske (Petrochelidon preussi)
- vörös-tengeri fecske (Petrochelidon perdita)
- dél-afrikai sziklafecske (Petrochelidon spilodera)
- Petrochelidon fuliginosa
- amerikai sziklafecske (Petrochelidon pyrrhonota)
- barlangi fecske (Petrochelidon fulvaa)
- Petrochelidon rufocollaris